# (5261) Eureka
(5261) Eureka es un asteroide que forma parte del grupo de los asteroides que cruzan la órbita de Marte y fue descubierto por David H. Levy y Henry E. Holt el 20 de junio de 1990 desde el observatorio del Monte Palomar, Estados Unidos.

## Designación y nombre
Eureka se designó al principio como 1990 MB.
Más adelante, en 1992, fue nombrado con la palabra de origen griego «eureka».

## Características orbitales
Eureka está situado a una distancia media del Sol de 1,524 ua, pudiendo alejarse hasta 1,622 ua y acercarse hasta 1,425 ua. Tiene una inclinación orbital de 20,28 grados y una excentricidad de 0,06486. Emplea en completar una órbita alrededor del Sol 686,9 días. El movimiento de Eureka sobre el fondo estelar es de 0,5241 grados por día.
Es el primer asteroide troyano conocido de Marte que ocupa el punto lagrangiano L5  de Marte. Su distancia que varía solo 0,3 ua durante cada revolución (con una tendencia secular, de distancia de entre 1,5 y 1,8 ua alrededor de 1850 a entre 1,3 y 1,6 ua hacia 2400). La distancia mínima a la Tierra es 0,5 ua; a Venus 0,8; y a Júpiter 3,5.[cita requerida] La integración numérica a largo plazo efectuadas por Kimmo A. Innanen y Seppo Mikkola demuestran que la órbita es estable para un tiempo de varios millones de años, por lo que el asteroide debe haber estado en esta órbita estable del punto de Lagrange L5 de Marte durante la mayor parte de la historia del sistema solar.[cita requerida]

## Características físicas
La magnitud absoluta de Eureka es 16,1 y el periodo de rotación de 2,69 horas. Está asignado al tipo espectral Sr de la clasificación SMASSII.
El espectro en el infrarrojo para este asteroide es típico de un asteroide tipo A, y el espectro visual es consistente con una forma evolucionada de condrita llamada angrita. Un asteroide de color rojo, con un moderado albedo.[cita requerida]